# Historia de Tailandia

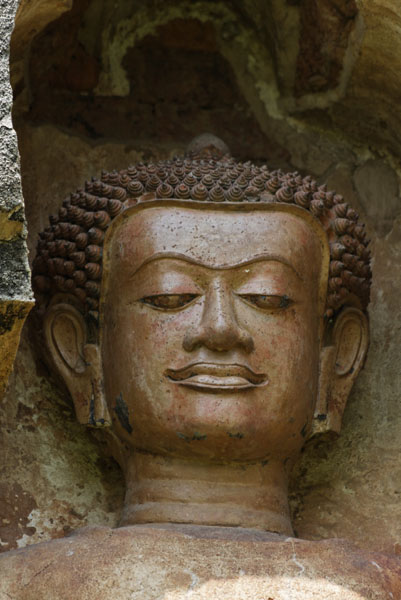
Buda de Wat Kukkut, Lamphun, Tailandia.

La Historia de Tailandia comienza con la migración de los tailandeses en lo que hoy se conoce como Tailandia durante el primer milenio de nuestra era. Anteriormente a esto, habían existido civilizaciones en la edad de bronce y edad de hierro por varios miles de años, y posteriormente reinos Mon, Malayo y Jemer. Los tailandeses establecieron sus propios reinos, más prominentemente en el breve florecimiento de Sukhothai y de manera más duradera en el reino de Ayutthaya. Estos reinos estuvieron constantemente amenazados por Birmania y Vietnam, así como por rivales tailandeses y lao. Las potencias coloniales europeas amenazaron a Tailandia en el siglo XIX y comienzos del siglo XX, pero Tailandia sobrevivió como el único estado del sudeste de Asia que escapó de ser colonizado. Después del final de la monarquía absoluta tailandesa en 1932, Tailandia estuvo casi seis años bajo casi permanente gobierno militar antes del establecimiento de un sistema democrático.

## Historia antigua
El yacimiento arqueológico más grande en Tailandia es Ban Chiang. Fechar objetos de este sitio es controvertido, pero se acepta que al menos hacia el 3600 a. C. Los habitantes habían desarrollado herramientas de bronce y habían comenzado a cultivar arroz húmedo, dando ímpetu a la organización social y política.
Posteriormente las civilizaciones Malaya, Mon y Jemer florecieron en la zona anterior a la dominación de los tailandeses, especialmente el reino de Srivijaya al sur, el reino Dvaravati en Tailandia central y el imperio Jemer fundado en Angkor. Los tailandeses están lingüísticamente relacionados con grupos originarios del sur de China. Migraciones de China meridional al sudeste de Asia tuvieron lugar mayormente durante el primer milenio a. C., probablemente por el norte de Laos.

## Sukhothai y Lannathai
Los tailandeses creen que la fundación de su nación fue en el siglo XIII. Según la tradición, jefes tailandeses se sublevaron del dominio Jemer en Sukhothai en 1238 y establecieron el reino tailandés. La ciudad dominó brevemente el área de la actual Tailandia durante el reinado de Ramkhamhaeng, pero después de su muerte decayó y fue sometido en 1365 por el reino de Ayutthaya, el cual dominó Tailandia del sur y central hasta el siglo XVIII.

## Ayutthaya
El primer monarca del reino de Ayutthaya, Ramathibodi I, hizo dos contribuciones importantes a la historia tailandesa: estableció y fomentó el budismo theravada como religión oficial, para diferenciarse del reino hindú de Angkor, y recopiló el Dharmashastra, un código legal basado en fuentes hindúes y costumbres tailandesas. El Dharmashastra continuó siendo ley tailandesa hasta bien entrado el siglo XIX. Comenzando con los portugueses en el siglo XVI, Ayutthaya tuvo contacto con Occidente, pero hasta el siglo XIX, sus relaciones con naciones vecinas, así como India y China eran primordiales. Ayutthaya dominó un área considerable, desde los estados musulmanes en la península Malaya hasta los estados del norte de Tailandia. Sin embargo, Birmania, que controlaba Lanna y también había unificado su reino bajo una poderosa dinastía, intentó invadirla varias veces en 1750 y 1760. Finalmente, los birmanos atacaron la ciudad y la conquistaron en 1767. La familia real huyó de la ciudad, donde el rey murió de hambre diez días más tarde, acabando con el linaje real de Ayutthaya.

## Periodo de Bangkok
Después de más de 400 años de dominio en 1767, el reino de Ayutthaya cayó ante la invasión del ejército birmano. Su capital fue incendiada y el territorio fue dividido. El general Taksin logró reunir el reino tailandés desde su nueva capital Thonburi y se declaró rey en 1769. No obstante, Taksin supuestamente enloqueció y fue depuesto, hecho prisionero y ejecutado en 1782. El general Chakri lo sucedió en 1782 con el nombre de Rama I, el primer rey de la dinastía Chakri. El mismo año, fundó la nueva capital en Bangkok, a orillas del río Chao Phraya y al margen opuesto de Thonburi, la capital de Taksin. Birmania fue derrotada en 1790 y obligada a retirarse de Siam. Lanna también se liberó de la ocupación birmana, pero el rey de una nueva dinastía establecida en la década de 1790 fue en la práctica una marioneta del monarca Chakri.
Los herederos de Rama I estaban cada vez más preocupados por la amenaza del colonialismo europeo, después de las victorias británicas en la vecina Birmania en 1826. El primer reconocimiento de una potencia occidental en la región fue el Tratado de Amistad y Comercio (**Amity) con Reino Unido de Gran Bretaña e Irlanda en 1826. En 1833 los Estados Unidos iniciaron contactos diplomáticos con Siam, como Tailandia se llamaba hasta 1939 (y también entre 1945 y 1949). Sin embargo fue durante un reinado posterior, el de Chulalongkorn (Rama V, 1868-1910) y su padre, el Rey Mongkut (Rama IV, 1851-1868), que Tailandia estableció un acercamiento con las potencias occidentales. Los tailandeses creían que las habilidades diplomáticas de estos monarcas, combinadas con las reformas modernizadoras del gobierno tailandés, hacían a Siam el único país en el sur y el sudeste de Asia en evitar la colonización europea. Esto se refleja en el nombre moderno del país, Prathet Thai (Tailandia), usado no oficialmente entre 1939 y 1945 y posteriormente de manera oficial a partir del 11 de mayo de 1949. Prahet quiere decir “nación” y thai significa “libre”.
El tratado anglo-siamés de 1909 estableció la frontera moderna entre Siam y la Malasia británica asegurando la autoridad tailandesa en las provincias de Patán, Yala, Narathiwat y Satun, que eran anteriormente parte de los sultanatos malayos semiindependientes de Patán y Kedah. Una serie de tratados con Francia fijó la actual frontera oriental con Laos y Camboya, territorios que Siam había anteriormente reclamado y en parte controlado.

## Fin de la Monarquía Absoluta (1932) y sus consecuencias
El golpe de Estado siamés de 1932 transformó el gobierno de Tailandia de una monarquía absoluta a una monarquía constitucional. El Rey Prajadhipok (Rama VII) inicialmente aceptó este cambio pero luego abdicó a favor de su sobrino de diez años Ananda Mahidol (quien, durante la 2.ª Guerra Mundial, fue favorable al Imperio del Japón (en el conflicto entre Japón por un lado y por el otro lado Estados Unidos, Reino Unido y Francia (los tres países juntos); fue favorable a Japón), aunque sin embargo fue neutral en el conflicto entre Imperio del Japón y la URSS; e incluso fue favorable a la URSS en el conflicto entre ésta y la Alemania nazi), quien reinó como Rama VIII de Tailandia. Al abdicar, Prajadhipok dijo que la obligación de un gobernante era reinar para el bien de toda la gente, no de una selecta minoría. El Rey Ananda Mahidol (Rama VIII) murió en 1946 bajo circunstancias algo misteriosas. La explicación oficial era que se había disparado accidentalmente mientras limpiaba su arma (pero algunos creen (aunque esto todavía no está confirmado) que Rama VIII Ananda Mahidol, el rey de Tailandia, se suicidó porque no pudo soportar la derrota de Japón, país con el cual estaba fervientemente aliado). Fue sucedido por Bhumibol Adulyadej, el rey que por más tiempo reinó Tailandia y muy popular entre los tailandeses. Aunque nominalmente una monarquía constitucional, Tailandia fue gobernada por una serie de gobiernos militares (siendo Luang Phibunsongkhram y Sarit Dhanarajata los líderes más prominentes), con breves periodos de democracia. En 1992 el último gobernante militar, Suchinda Kraprayoon, renunció al poder en respuesta a grandes protestas populares, apoyadas por el rey. Desde entonces, Tailandia ha sido una democracia con cambios constitucionales de gobierno.
El 8 de diciembre de 1941, pocas horas después del ataque a Pearl Harbor, Japón exigió el derecho de trasladar tropas a través de Tailandia a la frontera malaya. Los japoneses desembarcaron en Bangkok y varios lugares a lo largo de la costa este de Tailandia meridional, donde se enfrentaron al ejército tailandés por seis a ocho horas antes que el ejército tailandés determinara que hubiera sido imposible defender el reino. Poco más tarde se concedió a Japón libre tránsito y el 21 de diciembre de 1941, Tailandia y Japón firmaron una alianza con un protocolo secreto en el cual Tokio acordaba ayudar a Tailandia a recuperar territorios perdidos a las potencias coloniales, Reino Unido y Francia, y Tailandia acordaba dar asistencia a Japón en su guerra contra los aliados.
Después de la derrota de Japón en 1945, con la ayuda de un grupo de tailandeses conocido como Seri Thai, con apoyo de los EE. UU., Tailandia fue tratada como un país derrotado por los británicos y franceses, aunque el apoyo americano mitigó los términos de los Aliados. Tailandia no fue ocupada por estos, pero fue obligada a devolver el territorio obtenido de los británicos y los franceses. En el periodo de la posguerra, Tailandia gozó de buenas relaciones con los EE. UU., al que vio como un protector de las revoluciones comunistas en países vecinos.

## Tailandia, desde 1945 hasta la revolución del 73
En 1946 el rey Mahidol fallece y su hermano Bhumidol se corona como Rama IX (muerto el 13 de octubre de 2016). En 1947 el nuevo rey firma y promulga una nueva constitución por lo que se crea un nuevo parlamento de 2 cámaras: 100 senadores y 240 de la Casa de Representantes. Desde entonces, Tailandia estuvo dominada por los militares y experimentó algo más de veinte golpes de Estado y contragolpes, con intervalos breves de democracia. Después de que, en 1962, la revolución comunista triunfara en el norte del país, Estados Unidos colaboró con el gobierno de Bangkok, contribuyendo a reforzar el ejército y la policía y estableciendo bases militares, que fueron evacuadas en 1976. De este modo, Tailandia se encontró cada vez más comprometida en el conflicto vietnamita, igual que poco antes había sufrido numerosos roces con Camboya.

## La Historia de Tailandia tras 1973
La Historia de Tailandia desde 1973 ha sido una serie de transiciones difíciles y, en ocasiones, sangrientas, entre el poder militar y el civil. La revolución de 1973 fue seguida de una breve e inestable democracia, a su vez seguida del retorno a un régimen militar llevado al poder por un golpe de Estado en 1976. Este régimen militar ha sido muy inestable debido a otros tantos golpes de estado. A lo largo de la mayor parte de los años 80, el general Prem Tinsulanonda ha reinado sobre Tailandia encabezando un régimen militar, y también, con un mandato democrático a partir de 1983. A continuación, el país ha mantenido una democracia puesta aparte en un breve período bajo un régimen militar de 1991 a 1992. El partido Thai Rak Thai (Tai que aman a los Tai) dirigido por el primer ministro Thaksin Shinawatra ha gobernado el país desde 2001.

### Revolución
En octubre de 1973 se produjeron manifestaciones masivas en Bangkok, exigiendo el fin del régimen militar. El General Thanom Kittikachorn respondió con fuerza y hasta 70 manifestantes fueron asesinados en las calles, lo nunca visto en Tailandia. Esta intervención violenta del régimen militar incitó al Rey Rama IX a hacer su primera intervención en la política tailandesa retirando su apoyo al régimen militar, y el 14 de octubre de 1973, el general Thanom Kittikachorn dimitió y abandonó el país.
Los acontecimientos de octubre de 1973 se revelaron como una revolución dentro de la política tai. Por primera vez, la burguesía urbana, dirigida por los estudiantes, había derrotado a las fuerzas combinadas de la vieja clase reinante y del ejército, al tiempo que habían ganado la bendición aparente del Rey para realizar una transición a la plena democracia, simbolizada por una nueva Constitución que preveía una legislatura enteramente elegida.
Desafortunadamente, Tailandia no había producido todavía una clase política en la medida suficiente como para hacer funcionar esta nueva democracia sin un solo golpe. Las elecciones de enero de 1975 no produjeron una mayoría estable, y una nueva elección en abril de 1976 tuvo los mismos resultados. El veterano político Seni Pramoj y su hermano Kukrit Pramoj se alternaron en el poder, pero no fueron capaces de crear una reforma coherente del sistema político. La fuerte subida de los precios del petróleo en 1974 llevó a una recesión y a la inflación, debilitando la posición del gobierno.
El gesto político más popular realizado en la democracia fue el fijar la retirada de las fuerzas americanas de Tailandia. Esto coincidió regionalmente con la abolición de la monarquía de 600 años en Laos, y la victoria comunista en Vietnam. Sin embargo, los conservadores obtuvieron mejores resultados en las elecciones de 1976 que los que habían tenido en las de 1975. El ala izquierda del movimiento estudiantil no aceptó esta victoria y continuaron manifestándose a favor de cambios radicales.

### Régimen Militar
A finales de 1976, la opinión de la burguesía moderada volvió la espalda al radicalismo cada vez más militante de los estudiantes de la Universidad Thammasat. El ejército y los partidos de derechas lucharon contra los radicales con grupos paramilitares tales como los “Exploradores de Pueblos” o el “Red Gauss”. El ejemplo se presentó en octubre, cuando Thanom volvió a Tailandia para entrar en un monasterio. Las manifestaciones de estudiantes chocaron contra los contramanifestantes y agentes de los servicios de inteligencia resultando en violencia. El 6 de octubre de 1976, el ejército soltó a los paramilitares sobre los manifestantes y utilizó esta orgía de violencia, en la cual centenares de estudiantes fueron torturados y asesinados, para suspender la Constitución y retomar el poder.

## Historia reciente
Recientemente Tailandia ha sido también un miembro activo de la Asociación de Países del Sudeste Asiático (ASEAN, por sus siglas en inglés), particularmente después de la restauración de la democracia en 1992. 
El 19 de septiembre de 2006 los militares del país dieron un golpe de Estado contra el gobierno del país para "deponer del cargo al primer ministro corrupto". Con apoyo del rey comenzaron un proceso que derivó en un gobierno provisional y en la elaboración de una nueva constitución, con fecha de entrega octubre de 2007, fecha en la que unas nuevas elecciones deberían producirse.